# Final Fantasy IX
Final Fantasy IX (OT: jap. ファイナルファンタジーIX, Fainaru Fantajī IX) ist der neunte Teil der Videospielreihe Final Fantasy. Das Spiel erschien am 7. Juli 2000 in Japan. Veröffentlichungen in den USA und in Europa folgten im November desselben Jahres respektive am 16. Februar 2001.
Final Fantasy IX erschien zunächst ausschließlich für die PlayStation. Die ursprünglich angekündigte PC-Version wurde im Laufe der Entwicklung verworfen. Seit dem 20. Mai 2010 ist das Spiel ebenfalls im japanischen Playstation Network Store für 1500 Yen (etwa 12,70 €) erhältlich. Später erschien es auch im europäischen und im US-Store. Im Februar 2016 wurde eine überarbeitete mobile Version des Spiels für iOS- und Android-Geräte veröffentlicht. Nach annähernd 16 Jahren erschien am 14. April 2016 auch eine grafisch überarbeitete Version für den PC. Anlässlich der Tokyo Game Show 2017 kündigte Sony eine Umsetzung für die PlayStation 4 an. Diese erschien am 19. September 2017. Im Februar 2019 wurde Final Fantasy IX erstmals für Xbox One und Nintendo Switch veröffentlicht.

## Handlung

### Haupthandlung
Die Geschichte beginnt in Alexandria, Hauptstadt des gleichnamigen Königreiches auf dem Planeten Gaia. Der Kontinent, auf dem Alexandria liegt, ist immerzu mit dichtem, magischen Nebel überzogen, aus welchem massenhaft niedere wie stärkere Monster hervorgehen. Aus diesem Grund liegen viele Städte und Dörfer in Höhenlagen, in die der Nebel nicht aufsteigen kann. Der Nebel wird aus fremdartigen Wurzeln ausgestoßen, deren Ursprung zunächst rätselhaft bleibt. Die Bewohner des Kontinents haben jedoch gelernt, die Macht des Nebels für sich nutzbar zu machen und zum Beispiel nebelbetriebene Maschinen und Luftschiffe zu bauen.
Der Spieler schlüpft zu Beginn in die Rolle des jungen Schwarzmagiers Vivi Orunitia, der zum ersten Mal in die Stadt kommt, um sich dort eine spektakuläre Theaterinszenierung anzuschauen. Ein gigantisches, fliegendes Theaterschiff hat über dem Palasthof angelegt. Nachdem Vivi bestürzt feststellen muss, dass die Eintrittskarten gefälscht sind, er sich das Theaterstück schwarz ansehen muss und von Palastwachen verjagt wird, übernimmt der Spieler die Rolle des Ritterhauptmanns Adelbert Steiner. Unterdessen hat die Theatergruppe und Diebesbande Tantalus (welche das eben genannte Theaterschiff steuert und besagtes Stück aufführt) den Auftrag erhalten, sich Zugang zu den königlichen Palastgemächern zu verschaffen und Prinzessin Garnet zu entführen. Diese wiederum hat zur selben Zeit beschlossen, auszubüxen und aus Alexandrien zu fliehen. Die Prinzessin hat bereits seit längerem das Gefühl, dass mit der Königin etwas nicht stimmt. Der Spieler übernimmt kurzzeitig auch Garnets Rolle. Anschließend steuert der Spieler den kessen Zidane Tribal, den eigentlichen Protagonisten des Spiels. Zidane sollte die Prinzessin suchen und zum Theaterschiff verschleppen. Er ist verwirrt und verdutzt darüber, dass die Prinzessin ihn geradezu anfleht, sie zu entführen. Nach einer ziemlich chaotischen Flucht kann das Luftschiff die Stadt verlassen. Doch die Königin lässt das Schiff in blinder Rage in Brand setzen, sodass dieses über einem nahen Wald abstürzt. Nach einigen schweren Kämpfen kann das Team dem Wald entkommen.
Man beschließt, umgehend in das benachbarte Großherzogtum Lindblum zu reisen, weil die Tantalus-Bande dort offenbar erwartet wird. Außerdem erhofft sich Prinzessin Garnet dort Hilfe. Während der nun folgenden Reise quer über den Kontinent muss Zidanes Gruppe wiederholt gegen drei gewisse „Tenöre“ (geflügelte Schwarzmagier) kämpfen, die mit der gewaltsamen Verhaftung Garnets beauftragt wurden. Außerdem scheint auch Vivi, der sich der Gruppe eher zufällig angeschlossen hatte, ein begehrtes Anschlagsziel für Entführer zu sein und auch er muss aus allerlei misslichen Lagen befreit werden. Die Gruppe beschließt, Prinzessin Garnets Identität zu verschleiern und sie gibt sich den Decknamen „Lily“. Endlich in Lindblum angekommen, begibt sich Garnet umgehend zu Cid Fabel, dem Großherzog von Lindblum. Die Privataudienz mit Garnet ist sehr aufschlussreich. Auch dem Großherzog und seinen Ministern ist die Veränderung von Königin Brane nicht entgangen und er vermutet kriegerische Absichten hinter ihren Taten. Außerdem scheint die Königin unter dem Bann eines gewissen Kuja zu stehen. Es gelingt der Königin bald darauf tatsächlich, Lindblum und das benachbarte Königreich Burmecia gewaltsam zu unterwerfen. Die Truppe um Zidane und Garnet beschließt daher, den Kontinent zu verlassen, um Kuja ausfindig zu machen und aufzuhalten. Auf dem Nachbarkontinent entdeckt die Gruppe schließlich den Baum Iifars, die wahre Quelle des Nebels. In der Nähe des Baumes liegt das geheimnisvolle und sagenumwobene Madain Sari, die Heimat des magiekundigen Volkes der Esper. Das Reich liegt seit Jahrzehnten in Trümmern, nur noch ein Waisenkind namens Eiko lebt dort. Zur Verblüffung Aller entdeckt Garnet, dass sie, wie Eiko, eine Nachfahrin der Esper ist. Als sie noch ein Baby war, waren die Esper fast vollständig ausgelöscht worden, Garnets Mutter war per Schiff nach Alexandria geflohen. Im Hafen der Stadt fand man nur noch die tote Mutter und das Mädchen im Boot. Weil die leibliche Tochter von Königin Brane erst kürzlich verstorben war, hatte man Garnet kurzerhand adoptiert.
Zidane und sein Team erkunden Iifar und bekämpfen dessen Wächter erfolgreich, geraten jedoch in eine Seeschlacht zwischen Kuja und Brane, die machttrunken nur noch Kuja zwischen sich und der Weltherrschaft wähnt. Die Königin beschwört schließlich einen Drachen namens Bahamut herbei und hetzt diesen auf Kuja. Kuja aber hatte dies von Anfang an vorhergesehen und bringt Bahamut unter seine Kontrolle, um so den Kampf zu seinen Gunsten zu wenden. Bahamut vernichtet die gesamte Flotte. Brane wird im Sterben liegend von der Truppe am Strand aufgefunden, wo sie sich in tiefster Reue bei Prinzessin Garnet für ihre schrecklichen Taten entschuldigt. Nach Branes Tod scheint zunächst wieder Frieden einzukehren. Prinzessin Garnet soll zur Königin gekrönt werden, während die von Brane verwüsteten Städte wieder aufgebaut werden. Doch Kuja greift überraschend Alexandria mit Bahamut an. Als Garnet und Eiko zur Verteidigung der Stadt die Bestia Alexander beschwören, wähnt sich Kuja am Ziel seines Plans und versucht, auch die Kontrolle über Alexander an sich zu reißen. Zu seiner Bestürzung tritt überraschend ein alter Mann namens Garlant auf den Plan und zerstört Alexandria mitsamt der Beschwörungen, nach eigener Aussage „aus Furcht, Kuja könnte zu mächtig werden“.
Kuja kann jedoch entkommen und Zidanes Gruppe beschließt, ihm nachzujagen. In einer halb zerfallenen Hochburg namens Oeil Vert finden sie dank uralter Inschriften und singender Masken schließlich erstaunt heraus, dass Kuja ursprünglich von einem anderen Planeten namens Terra stammt. Durch ein Portal über der „Insel des Lichts“ konnte Kuja einstmals zwischen den Welten wechseln, doch nun ist das Portal versiegelt. Nach der Entsiegelung des Portals gelangt nun auch Zidanes Team nach Terra, wo ihnen Garlant Auskunft über die Geschichte Terras und Zidanes wahre, ursprüngliche Mission gibt. Kuja ist es inzwischen gelungen, sich die Kraft der von Iifar eingefangenen Seelen anzueignen, er besiegt die Truppe im Kampf zunächst und beseitigt anschließend den alten Garlant. Im Moment seines Triumphes gesteht ihm aber der Geist von Garlant, dass Kujas künstliches Leben von vornherein begrenzt war und Letzterer schon sehr bald sterben wird. In Rage beschließt Kuja, beide Planeten zu vernichten. Die Truppe verfolgt ihn mit Garlands Hilfe an den Ort der Erinnerungen, mit dessen Hilfe man den Ursprung allen Lebens, das Kristall, erreichen kann. Zwar gelingt es der Truppe, Kuja zu bezwingen, doch dessen grenzenloser Neid auf alles Lebende ruft ein omnipotentes Wesen namens „Ewiges Dunkel“ auf den Plan, welches Kujas Wunsch vollenden will. Erst nach dem Sieg über dieses Wesen ist die Apokalypse abgewendet. Die Truppe wird vom reumütigen Kuja zurück nach Gaia teleportiert, wo Zidane beschließt, im Baum Iifars zurückzubleiben, um Kuja vielleicht doch noch zu retten. Er kann sich mit Kuja versöhnen, Letzterer stirbt aber kurz darauf.
Ein Jahr später erholt sich Gaia von den Ereignissen. Garnet hat ihr Königreich wieder aufbauen können und will dies nun mit einer prächtigen Theateraufführung feiern. Zur Überraschung aller hat Zidane überlebt, gibt sich inmitten der Aufführung zu erkennen und schließt Garnet lächelnd in seine Arme.

### Rahmenhandlung
Die Rahmenhandlung von Final Fantasy IX ist äußerst vielschichtig und komplex und wird erst nach und nach, zur späteren Spielhälfte hin, enthüllt. Gemäß der Hintergrundstory existiert neben dem Heimatplaneten Gaia noch ein weiterer, bewohnter Planet namens Terra. Beide Planeten werden jeweils durch einen magischen Kristall am Leben gehalten und dank diesem von Lebewesen besiedelt. Wird ein Mensch geboren, empfängt er vom Lebenskristall eine eigene Seele, die schon bald darauf erwacht. Stirbt der Mensch, kehrt seine Seele wieder zum Kristall zurück. Dadurch schließt sich der Kreislauf des Lebens wieder. Allerdings scheint jeder „Lebenskristall“ einer begrenzten Zeitspanne der Existenz unterworfen zu sein: nach soundsovielen Millennia erlischt der Kristall und alles Leben endet binnen kürzester Zeit. Terra ist um Jahrmillionen älter als Gaia und Ersterem droht nun eben jenes traurige Schicksal. Die Bewohner Terras fürchten ihren Tod jedoch sehr und suchen nach einer Möglichkeit, ihren Planeten am Leben zu erhalten. Sie entdecken schließlich, dass man den Lebenkristall wie eine Batterie gewissermaßen „wieder aufladen“ kann – nämlich mit Seelenenergie. Natürlich wollen die wenigen verbliebenen Terraner nicht ihre eigenen Seelen opfern. Also beauftragen sie den Weisen Garlant damit, einen Planeten zu finden, dem man Seelenenergie entziehen könnte.
In der Zwischenzeit werden die entseelten Körper in eine magische Kryostasis versetzt und gleichzeitig magische Klone, sogenannte Genome geschaffen, um die spätere Bevölkerung sozusagen aufzustocken. Sollten jemals menschliche Seelen gefunden und gesammelt werden, würden die terranischen Körper mit diesen Seelen gefüllt und wiederbelebt. Nach hunderten von Jahren entdeckt Garlant den blutjungen Planeten Gaia. Als er versucht, den sterbenden Kristall Terras mit jenem von Gaia zu verschmelzen, „wehrt“ sich Gaia und stößt den Fremdkörper ab. Garlant kommt zu dem Schluss, dass er den Kristall von Gaia daran hindern muss, gaianische Seelen aufzunehmen. Wenn menschliche Seelen nicht zum Kristall zurückkehren können, lässt sich deren Energie einfangen, der verbleibende Rest wird zu Nebel. Garlant pflanzt schließlich den Baum Iifars, der die Energie der Seelen aufnimmt und den Rest als Nebel über die Wurzeln wieder ausstößt. Da der Nebel Monster erzeugt, will Garlant ihn dazu nutzen, die Ausrottung der gaianischen Bevölkerung zu beschleunigen. Zunächst scheint Garlants Plan aufzugehen. Doch dann muss er missmutig mit ansehen, wie die Bewohner Gaias nicht nur die Nebelmonster erfolgreich abwehren können, sondern auch noch lernen, „seinen“ kostbaren Nebel für ihre Technologien zu nutzen.
Also muss Garlant einen Plan ersinnen, wie er die Ausrottung der Gaianer anderweitig beschleunigen könnte. Er kommt schließlich auf die Idee, irgendwie dafür zu sorgen, dass die Gaianer sich gegenseitig ausradieren. Zu diesem Zweck erschafft er verbesserte Genome mit eigenem Willen, die auf Gaia für Zwietracht und Krieg sorgen sollen. Der erste „Supergenom“ ist Kuja, der jedoch schon bald ein beunruhigendes Eigenleben entwickelt und sich mehr und mehr Garlants Kontrolle entzieht. Einer düsteren Vorahnung folgend, erschafft Garlant einen zweiten Supergenom: den späteren Protagonisten Zidane. Im Gegensatz zu Kuja und den einfachen Genomen wird Zidane als Baby erschaffen, sodass er die Chance bekommt, aufzuwachsen und erzogen zu werden. Und anders als Kuja erlangt Zidane die Fähigkeit der Trance, durch die Letzterer jederzeit fast gottgleiche Kräfte erlangen kann. Aus Neid und Missgunst über Zidanes Überlegenheit entführt Kuja den Kleinen und setzt ihn eiskalt auf Gaia aus. Hell erzürnt über diesen Beseitigungsversuch verbannt Garlant Kuja aus Terra und versiegelt das Portal zwischen Gaia und Terra, sodass Kuja quasi auf Gaia festsitzt. Zwölf Jahre nach Kujas Verbannung setzt die Haupthandlung des Spiels an.

## Allgemeines
Final Fantasy IX steht unter dem Motto „Back to the roots“; vor allem die frühesten Teile der Serie dienten Final Fantasy IX als Inspiration und waren wesentliche Einflüsse bei der Gestaltung der Charaktere und der Spielwelt, aber auch des gesamten Spielsystems.
Im Zuge der Rückbesinnung auf „alte Werte“ der Serie enthält eine Kampfparty erneut vier Charaktere, was zuletzt in Final Fantasy VI der Fall war. Ebenfalls erlebte das zuletzt in Final Fantasy V verwendete Berufssystem in gewisser Weise eine Renaissance, auch wenn jeder Charakter einen festen, vom Spieler nicht zu beeinflussenden Job besitzt. Mit diesem Job stehen jedem Charakter bestimmte Spezialfähigkeiten zur Verfügung, die er im Kampf verwenden kann. Der Hauptcharakter Zidane zum Beispiel ist ein Dieb, während Prinzessin Garnet eine Weißmagierin oder Vivi ein Schwarzmagier ist.
Als Hommage an das klassische Gewand des Weißmagiers, eine weiße Kutte mit roten Akzenten, trägt Prinzessin Garnet bei ihrer Flucht/Entführung aus dem Palast ein entsprechend gemustertes Gewand. Auch die anderen Charaktere ähneln weitgehend den klassischen Darstellungen ihres jeweiligen Berufes aus den vergangenen Teilen.

## Die Welt
Gaia, die Spielwelt von Final Fantasy IX, besteht aus vier Kontinenten. Der größte von ihnen und zugleich der am dichtesten besiedelte und politisch wie technologisch höchstentwickelte ist der Nebelkontinent, dessen Namen von der dichten Nebeldecke herrührt, die die Landmasse bedeckt. Die anderen Kontinente Gaias sind der Äußere, der Verschlossene und der Vergessene Kontinent.
Der Kontinent des Nebels ist politisch in die Königreiche Alexandria und Burmecia sowie das Großherzogtum Lindblum aufgeteilt. Burmecia wird im Laufe der Handlung größtenteils von Alexandria zerstört, auch große Teile des Stadtstaates Lindblum werden durch alexandrische Angriffe zerstört. Alexandria selbst wird letztlich Opfer eines Angriffs Kujas, der große Teile der Stadt inklusive des Schlosses zerstört.
Neben den drei genannten Staaten scheint es keine komplexeren politischen Systeme auf Gaia zu geben.
Zu den vier Kontinenten Gaias kommen die Parallelwelt Terra und der Ort der Erinnerung hinzu, letzterer ist eine transzendente Projektion der Erinnerungen aller Menschen.
Während sich Final Fantasy VIII gestalterisch am ehesten in die Sparte der Science-Fiction oder eventuell noch des Cyberpunks einordnen lässt und sich Final Fantasy VII diesem vollkommen verschrieben hat, ist die Welt von Final Fantasy IX dem Steampunk zuzuordnen, ähnlich wie zuletzt in Final Fantasy VI. Anders als im klassischen Steampunk orientiert sich die Welt von Final Fantasy IX jedoch nicht am viktorianischen England; vielmehr handelt es sich um eine spätmittelalterlich und renaissanceinspirierte Welt.

## Rassen
Zwar sind Menschen die hauptsächlich im Spiel vertretene Rasse, allerdings gibt es neben dieser auch eine Vielzahl anderer Rassen, von denen jedoch nicht alle von größerem Belang sind und näher betrachtet werden. Zu den Wichtigen zählen unter anderem die Rattenmenschen, zu denen unter anderen der spielbare Charakter Freia zählt, die Esper, eine mittlerweile größtenteils ausgestorbene Rasse von menschenähnlichen Wesen mit einem Horn an der Stirn, die Mogrys, die von Terra stammenden Genome und die Schwarzmagier. Da es sich bei den Schwarzmagiern allerdings um eine künstlich erzeugte Rasse handelt, die zuweilen mit Robotern verglichen wird, lässt sich darüber diskutieren, ob sie wirklich als eigenständige Rasse betrachtet werden können.
Die weniger stark behandelten bzw. nur am Rand auftauchenden Rassen umfassen vor allem andere Arten von anthropomorphen Tieren bzw. Tiermenschen wie Hunde, Nilpferde und verschiedene Vögel.

### Mogrys
Erstmals seit Final Fantasy VI nehmen die Mogrys (auch bekannt als „Moogles“ oder „Mogs“) wieder eine prominentere Rolle ein, nachdem sie im siebten Teil lediglich als Stofftier, als Beschwörung und als Figur in einem Automatenspiel in einer Spielhalle und im achten Teil außer in einer ausschließlich in Japan erschienenen Erweiterung nur als Spielkarte im Kartenspiel Triple Triad auftauchten. In Final Fantasy IX hingegen trifft der Spieler bereits innerhalb der ersten Spielminuten auf zwei Vertreter der Mogrys. Einer von ihnen, Stilzkin, taucht im späteren Spielverlauf immer wieder auf, vor allem vor Schlüsselmomenten wie Endgegnerkämpfen, und bietet der Party ein so genanntes „Abenteurer-Set“ an, das verschiedene Heilgegenstände enthält.
Auch ansonsten sind Mogrys hilfreiche und grundsätzlich freundliche Charaktere, so dienen sie unter anderem als Speicherpunkte im Spiel.
Mogrys scheinen zumindest so intelligent wie Menschen zu sein, neigen jedoch dazu, von ihrer Leibspeise, Kupo-Nüssen, sowie ihren Bommeln besessen zu sein und bevorzugt über diese zu reden bzw. die Erwähnung ihres Bommels in ihre Alltagssprache und in Redewendungen einfließen zu lassen. Ebenso wie Menschen verfügen Mogrys über ein ausgeprägtes soziales Leben und betreiben unter anderem Korrespondenz miteinander und heiraten ein. Charakteristisch für den Sprachstil der Mogrys ist es, Sätze durch den Ausspruch „kupo“ zu beenden und manche Wörter innerhalb eines Satzes durch „kupo“ zu ersetzen.
Ein Mogry namens Stilzkin taucht im Übrigen auch in Final Fantasy Crystal Chronicles für den Gamecube auf und nimmt auch hier eine hilfreiche Rolle ein.

### Esper
Die Esper sind eine alte, mächtige Rasse, die sich durch ein Horn an der Stirn von den Menschen unterscheidet. Mithilfe des Horns sind sie in der Lage mit mächtigen Wesen – den Bestia – zu kommunizieren und können sie auch beschwören.
Ihre alte Heimatstadt heißt Madain Sari und liegt auf dem Äußeren Kontinent. Die Bestia sind in Edelsteinen versiegelt und können von Garnet und Eiko im Laufe des Spiels erlernt werden, sofern sie den entsprechenden Edelstein angelegt haben. Misslungene Bestia wie Leviathan wurden am Baum Iifar hinter einem Schild versiegelt, der ebenfalls von den Espern erschaffen wurde.
Während Garlant versuchte, die Völker vom Planeten zu tilgen, musste er erkennen, dass der Planet auch von mächtigen Wesen bevölkert wird. Daraufhin vernichtete er mithilfe der Invincible die Hauptstadt der Esper, was während Garnets früher Kindheit geschah, sodass sie sich noch in der Gegenwart an die Ereignisse erinnert, sowie sie das Auge der Invincible erblickt und in Ohnmacht fällt.
Die einzigen noch lebenden Esper sind Garnet und Eiko. Garnet jedoch wurde auf Anlass ihrer Ziehmutter das Horn entfernt, was sehr schmerzhaft gewesen ist. Sowohl Eiko als auch Garnet können Bestia beschwören.

### Bestia
Sie sind von den Esper geschaffene Kreaturen, die diese herbeirufen und kontrollieren können. Die Kommunikation findet über ein Horn auf der Stirn der Esper statt. Eine Bestia verkörpert oftmals ein Element oder ruft bestimmte Eigenschaften hervor, wenn sie im Kampf beschworen werden.
Bestia wurden in Edelsteinen versiegelt und können so von Garnet und Eiko nach der Extraktion erneut erlernt werden. Jede der beiden kann aber nur bestimmte Bestia herbeirufen: Garnet beschwört offensive und Eiko defensive Bestia.
Während der Flucht über das Zinnengebirge trifft Garnet nach der Extraktion auf einen alten Mann, der sich als Ramuh, ein Donnergott, vorstellt und ihr den Peridot überreicht, nachdem man seine Geschichte gefunden und zusammengesetzt hat, mit dessen Hilfe man Ramuh als Bestia erlernen kann.
Königin Brane beschwört bei den Angriffen auf verschiedene Städte bestimmte Bestia, die die Städte teils komplett verwüsten. Athmos wütet in Lindblum einem Tornado gleich und Odin zerstört die Stadt Cleyra mithilfe seines Speers.
Der Mogry, der der ständige Begleiter von Eiko ist, entpuppt sich später als Madhin, welcher heiligen Schaden verursacht.
Während der Schlacht am Baum Iifar beschwört Königin Brane Bahamut herauf, dessen Wille kurzerhand durch das Auge der Invincible gebrochen wird und so Kuja gehörig wird. Mit Bahamuts Kraft greift Kuja schließlich Alexandria an, wo Eiko und Garnet Alexander, den Patron der Stadt, heraufbeschwören, welcher aber im Kampf nicht genutzt werden kann. Ohne das Eingreifen von Garlant wäre es auch hier gelungen, Alexanders Willen zu unterwerfen.

### Genome
Die Genome sind von Garlant geschaffene, seelenlose Kreaturen, die als Hülle für die Seelen der Verstorbenen Terras dienen. Sie können Garlants Befehlen folgen und sind lebensfähig, wenn auch gefühllos. Um Gaja von seiner Bevölkerung zu befreien, stattete er im Laufe der Zeit drei Genome (Kuja, Zidane und Mikoto) mit jeweils einer Seele aus, um eigenständig vorzugehen, wobei jedoch Kuja seinem Befehl nicht gehorsam wurde. Garlant plante daraufhin, Kuja durch den im Geheimen erschaffenen Zidane zu ersetzen. Nachdem Kuja von seiner Existenz erfuhr, entführte er Zidane, um Garlants Pläne zu vereiteln.
Alle Genome zeichnen sich durch einen Schwanz und durch ihr blondes Haar aus. Eine Ausnahme stellt Kuja dar, der seine wahre Gestalt jedoch verbirgt. Doch sowohl er als auch Zidane bekommen während der Trance ein deutliches, rotes Fell fast am gesamten Körper.

## Charaktere

### Spielbare Charaktere

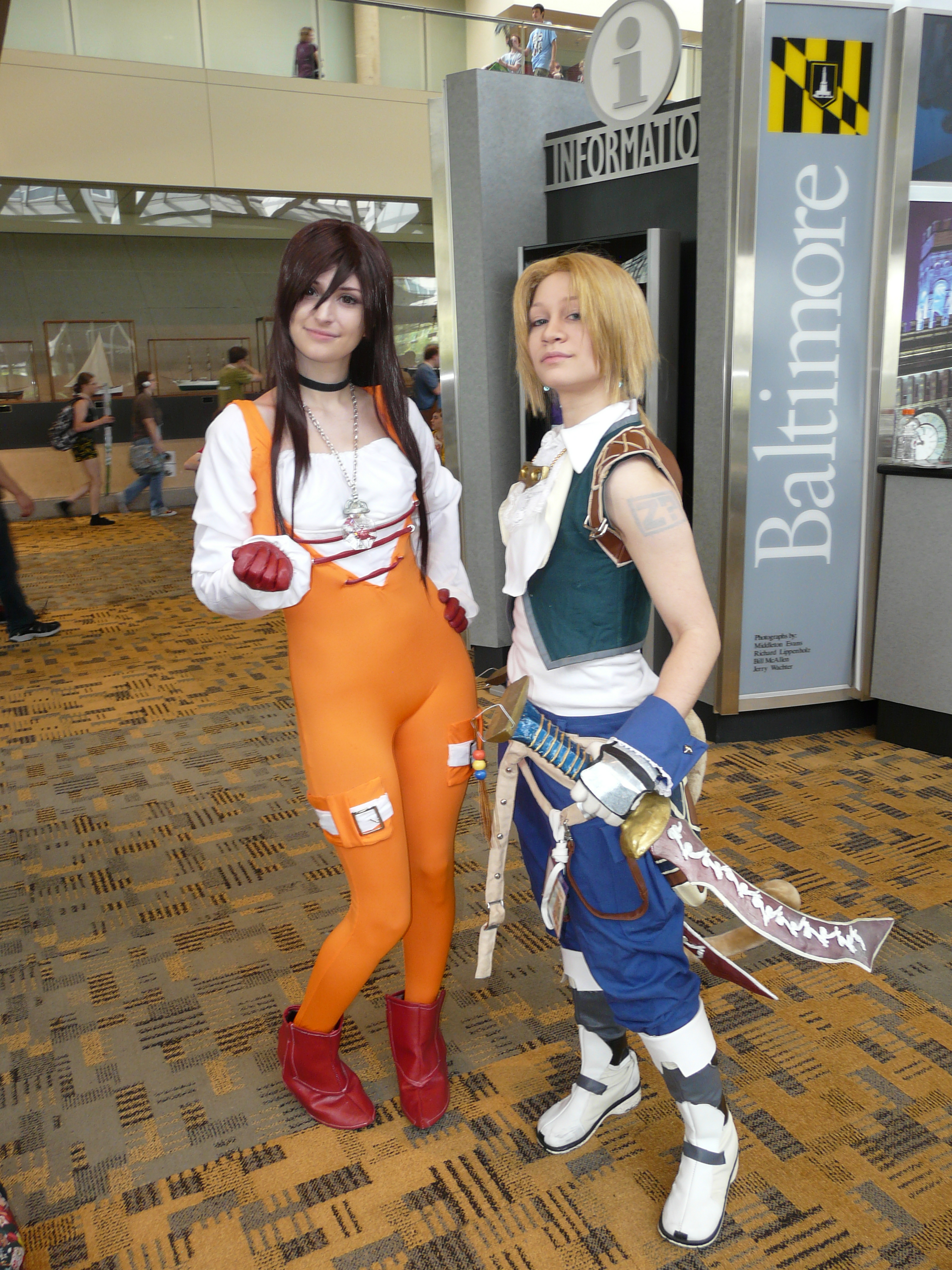
Cosplayer als Garnet und Zidane

Final Fantasy IX besitzt acht steuerbare Hauptcharaktere, neben diesen gibt es vier weitere, die der Party nur kurzzeitig angehören.
Zu den vier kurzzeitig spielbaren Charakteren gehören Zidanes Freund Cinna und Markus, die helfen, den „Maskierten“ zu besiegen, sowie Blank, der zusätzlich im Wald mithilft, den Endgegner zu besiegen und aus dem Wald zu flüchten. Beatrix, Schwertmeisterin Alexandrias, ist kurzzeitig an der Seite Steiners und Freias spielbar, nachdem sie sich dazu entschloss der Heldentruppe beizustehen und sich gegen ihre Königin aufzulehnen. Obwohl alle Charaktere Vor- und Nachnamen besitzen, werden sie außer in einer einzigen Szene ausschließlich bei ihren Vornamen genannt. Lediglich Adelbert Steiner wird als einziger Charakter stets mit seinem Nachnamen genannt.

#### Zidane Tribal
Zidane Tribal ist der männliche Hauptcharakter des Spieles. Er ist 16 Jahre alt und Mitglied der Tantalus (griech. Tantalos), einer im Großherzogtum Lindblum beheimateten Diebesbande, die sich gleichzeitig als Schauspieltruppe verdingt.
Zidanes auffälligstes Merkmal ist sein langer Affenschwanz, ansonsten gleicht er vom Aussehen anderen Menschen. Er ist der erste steuerbare Charakter der Handlung. Der Spieler begegnet ihm, während er sich noch im Luftschiff der Tantalus auf dem Weg nach Alexandria befindet, um dort im Auftrag des Großherzogs von Lindblum Prinzessin Garnet zu entführen.
Im Gegensatz zu seinen Vorgängern Cloud Strife (Final Fantasy VII) und Squall Leonheart (Final Fantasy VIII) ist Zidane ein ausgesprochen optimistischer Charakter, dessen Handeln (anfänglich zumindest) von herausragendem Idealismus und Gerechtigkeitsempfinden und nicht von Selbstzweifeln, Bestätigungsdrang oder dem Wunsch nach der Enthüllung der eigenen Vergangenheit motiviert wird.
Zidanes Jobklasse ist die des Diebes, weshalb er unter anderen über den „Stehlen“-Befehl verfügt, mit dessen Hilfe er seine Gegner berauben kann. Zidane ist zusammen mit Garnet und Eiko einer der Charaktere, die zwei verschiedene Waffengattungen verwenden können. Meistens nutzt er zwar Dolche, verfügt jedoch auch über klingenbewehrte Stabwaffen.
Im Laufe des Spiels offenbart sich über Zidanes Herkunft, dass er ursprünglich nicht aus Gaia, der Hauptwelt des Spieles, sondern aus Terra, einer parallel zu Gaia existierenden Welt, stammt. Ebenfalls wird enthüllt, dass es sich bei Zidane nicht um einen Menschen, sondern um ein so genanntes Genom handelt, eine Art künstlich geschaffenes seelenloses menschliches Muster. Zidane gelangt zu dieser Erkenntnis, nachdem das Abenteuer die Party in das ausschließlich von Genomen bewohnte Terra führt. Zidane unterscheidet sich jedoch von den anderen darin, dass er über einen eigenen Charakter verfügt, da er – wie Kuja auch – eine Art Prototyp der Genome ist, der den späteren Produktionsreihen überlegen ist.

#### Vivi Orunitia
Vivi ist ein neunjähriger Schwarzmagier, der trotz seines jungen Alters von starkem Selbstzweifel belastet wird. Der Grund seiner Verunsicherung ist die Frage, ob es einen Beweis für seine eigene Existenz gibt. Aufgrund seines Zweifels über die Wahrhaftigkeit seiner Existenz wird sein Verhalten von großer Unsicherheit geprägt.
Er schließt den ersten Kontakt mit der Party, nachdem er sich zusammen mit einem Straßenjungen in die Theatervorstellung schleicht, die die Tantalus gibt, um die Höflinge abzulenken und so Garnet entführen zu können.
Im Kampf bedient sich Vivi eines Stabes, allerdings sind auch seine physischen Angriffe vergleichsweise schwach. Seine Stärke liegt eindeutig in schwarzer Magie, das heißt offensiven Angriffszaubern. Befinden sich Vivi und Steiner gleichzeitig in der Party, kann Vivi Steiners Schwert magisch aufladen und so zum Beispiel Steiners reguläres Schwert kurzzeitig in ein Feuerschwert verwandeln.

#### Adelbert Steiner
Adelbert Steiner ist der Hauptmann der Pluto-Truppe, einer an sich als Elite-Wachtruppe ausgelegten Abteilung der Palastwache des königlichen Schlosses von Alexandria. Allerdings erweist sich die Pluto-Truppe in der Regel als inkompetent und kann nur wenig zum Schutz der königlichen Familie beitragen. Sie ist daher auch Objekt des Spottes seitens der regulären Palastwache unter Generälin Beatrix, mit der Steiner im späteren Verlauf durch eine innige Hassliebe verbunden ist.
Adelbert ist seiner Königin und seiner Prinzessin treu bis zur Selbstverleugnung und täte alles zu ihrem Schutz. Er begegnet der Heldenparty zunächst als Gegner und schlägt sich später nur widerwillig auf die Seite Zidanes. Trotz des Vertrauens, das Prinzessin Garnet, zu deren Schutz sich Steiner nach wie vor verpflichtet fühlt, in Zidane setzt, steht Steiner diesem zunächst misstrauisch gegenüber, kann diesen Zweifel letztendlich jedoch überwinden, auch wenn er im Umgang weiterhin distanziert bleibt.
Adelbert bewundert Vivi für dessen magische Fähigkeiten, nennt ihn häufig „Meister Vivi“ und redet ihn mit „Ihr“ an, anstatt ihn wie alle anderen Charaktere zu duzen. Befindet sich Steiner zusammen mit Vivi in der Kampfparty, kann Steiner sein Schwert von Vivi magisch aufladen lassen.
Steiners Charakterklasse ist die eines Ritters, seine Angriffe sind daher überwiegend physisch ausgerichtet. Seine Waffe ist bezeichnenderweise ein Schwert.

#### Garnet „Lili“ Till Alexandros XVII.
Garnet ist die Kronprinzessin Alexandrias und der weibliche Hauptcharakter des Spieles und eine Esper. Im Gegensatz zu ihrer Stiefmutter, der Königin, ist Garnet ein zartes, liebliches und eindeutig einem bestimmten Geschlecht zuzuordnendes Wesen, das sich darüber hinaus auch noch durch sein freundliches und mildes Wesen auszeichnet.
Allerdings hat Garnet vor dem Hintergrund ihrer höfischen Erziehung und ihrer Isolation vom Volk einige Probleme, was den Umgang mit einfacheren Leuten angeht.
Bereits seit längerem ist Garnet über die Vorgänge am Hofe und besonders über die Veränderungen, die sie an ihrer Stiefmutter bemerken musste, besorgt und nimmt daher das „Angebot“, von Zidane und der Tantalus entführt zu werden, bereitwillig an.
Garnet benutzt im Kampf einen Stab, allerdings ist sie eher in der zweiten Reihe einzusetzen, da weder ihr Angriffs- noch ihr Verteidigungswert herausragend sind. Als Job stellt sie eine Mischung aus Weißmagier und Beschwörer dar. Sie ist daher vor allem als Heilerin wertvoll.
Wie sich später herausstellt, ist ihr Vater Ifrit und ihr Geburtsname Sarah und der Name ihrer Mutter war Jane, dies ist ein „Crossover“ zu Final Fantasy Teil eins; die Prinzessin dort hieß ebenfalls Sarah und ihre Mutter Jane.
(In der Japanischen und in der US-Version war ihr Spitzname „Dagger“ anstatt „Lily“, sie benannte sich nach Zidanes Dolch.).
Lilis eigentlicher Name lautet „Seila“, da sie lediglich die Stieftochter Königin Branes ist. Garnet ist eine Esper, die aus Madain Sari kommt. Madain Sari wurde zerstört, als Garnet 6 Jahre alt war. Sie floh mit ihrer Mutter Jane über das Meer, wobei ihre Mutter starb. Garnet singt einige Male im Spiel die Hymne von Madain Sari, jedoch weiß sie selber nicht, woher sie das Lied hat, bzw. wie es heißt.

#### Eiko Carol
Eiko Carol ist die letzte Bewohnerin der antiken Stadt Madain Sari. Wie man an ihrem Horn auf der Stirn erkennen kann, ist sie eine Esper. Die einzigen anderen Bewohner sind Mogrys. Zwar lebt sie sehr eng mit diesen zusammen, sehnt sich allerdings nach menschlichen Freunden. Ihre Einsamkeit stellt ihre größte Angst dar.
Obwohl Eiko mit lediglich sechs Jahren der jüngste spielbare Charakter im Spiel ist, ist sie keineswegs der unreifste und naivste; zwar neigt Eiko dazu, von sich selbst in der dritten Person zu sprechen (z. B. „Eiko will aber …“ anstelle von „Ich will aber“), dennoch scheint ihre körperliche Entwicklung mit ihrer intellektuellen und emotionalen nicht ganz mithalten zu können bzw. ist Eiko um sehr vieles reifer, als es für eine Sechsjährige sonst üblich ist.
So tritt sie mit Garnet in einen regelrechten Konkurrenzkampf um die Gunst Zidanes, auch wenn dieser seinerseits (verständlicherweise) kein in diese Richtung gewandtes Interesse an Eiko hat und auch Garnet sich nicht unbedingt im Klaren darüber ist, dass sie sich in einem Wettstreit um Zidanes Zuneigung befindet.
Ebenso wie Garnet ist auch Eiko eine Mischung aus Beschwörerin und Weißmagierin, allerdings beherrscht sie andere Beschwörungen als Garnet.

#### Freia Crescent
Freia ist eine alte Freundin Zidanes und die beiden treffen sich zufällig in einer Bar in Lindblum wieder. Freias eigentliche Heimat liegt jedoch im Königreiche Burmecia, welches zwischenzeitlich einem Angriff Alexandrias zum Opfer fällt und großflächig entvölkert wird.
Freia leidet unter dem Verlust ihres Partners und befindet sich seit längerem auf der Suche nach ihm, begegnet ihm aber an verschiedenen Orten, zum Beispiel im Tempel der Wüstenstadt Cleyra.
Sie ist von Beruf Drachenritter und verfügt als solcher als einziger Charakter über die Sprung-Fähigkeit, mit der sie sich aus dem Kampfgeschehen herausbringen und so jedem Angriff jedes Gegners entgehen kann. Ihre Waffe ist eine Lanze.

#### Mahagon Coral
Mahagon wurde von Königin Brane als Auftragsmörder für Zidane und seine Party engagiert.
Nachdem er jedoch von Zidane in einem Zweikampf besiegt wird, schlägt er sich auf dessen Seite und unterstützt die Party. Allerdings hegt er einen persönlichen Groll gegen Zidane, dieser hat jedoch vergessen, was er Mahagon angetan haben soll.
Mahagon stellt eine Mischung aus den Klassen des Kämpfers und des Ninjas dar, seine Spezialfähigkeit beinhaltet, Geld und Gegenstände auf den Gegner zu werfen.
Mahagon ist der letzte der acht Hauptcharaktere, der zur Party hinzustößt und nur relativ wenige Informationen werden im restlichen Verlaufe des Spieles über ihn enthüllt. Man erfährt nur, dass Zidane ihn zum meistgesuchten Verbrecher gemacht hat. Seine Waffe ist eine Kralle.

#### Quina Quen
Quina ist ein Angehöriger der Q, einer Rasse, deren Kultur, sofern man das wenige Vorhandene bzw. Beschriebene denn als solche bezeichnen mag, sich im Prinzip einzig und allein auf das Thema Essen konzentriert.
Wie andere Q hat auch Quina einen schier unbändigen Appetit auf jede mögliche und unmögliche Speise, seine besondere Leibspeise stellen jedoch Frösche dar. Damit wäre Quinas Persönlichkeit eigentlich auch erschöpfend beschrieben.
Quina ist womöglich der flachste und am einfachsten strukturierte Charakter in der Heldenparty, da er im gesamten Handlungsverlauf kaum eine bemerkenswerte Charakterwandlung durchmacht und der Spieler allgemein nur sehr wenig über seinen Charakter erfährt. Er scheint Zidane und den anderen gegenüber zwar treu zu sein, allerdings wird sein Handeln vor allem durch eine Motivation – nämlich Hunger – und nicht durch einen näher ausgeformten Charakter bestimmt, sofern dieser Charakter sich nicht darüber definiert, Hunger haben zu müssen.
Im Kampf bedient sich Quina eines übergroßen Essbestecks, als Klasse ist er ein Blaumagier und als solcher in der Lage, Fähigkeiten seiner Gegner zu kopieren und in sein eigenes Repertoire aufzunehmen. Er tut dies bezeichnenderweise, indem er den betreffenden Gegner verspeist.
Obwohl die Q an sich geschlechtslos sind, wird Quina stets als „er“ bezeichnet, was wohl nicht zuletzt der Höflichkeit dient, da die Bezeichnung „es“ als recht herabsetzend angesehen werden könnte. In der englischen Version wird hingegen die Bezeichnung „s/he“ benutzt, die offenlässt, was man in Quina sehen will.

### Nicht spielbare Charaktere

#### Brane, Königin von Alexandria
Brane ist die Herrscherin über das Königreich Alexandria und die Ziehmutter von Garnet. Sie tritt als matronenhafte, bunt gekleidete Frau auf. Bevor sie jedoch Garnet adoptierte, war sie eine gutmütige und freundliche Frau mit Mann und leiblicher Tochter. Nachdem ihre leibliche Tochter – sie hieß ebenfalls Garnet – früh verstorben ist, trieb ein kleines Boot mit einem kleinen, fast toten Mädchen an Alexandrias Küste. Brane und ihr Mann nahmen es auf und benannten es nach ihrer verstorbenen Tochter Garnet.
Nachdem auch ihr Mann verstorben war, änderte sich Branes Charakter vollständig und sie wurde ebenso wütend wie traurig. So setzte sie sich zum Ziel mithilfe der Bestia, die in Garnet schlummern, den Nebelkontinent zu erobern. Zu diesem Zweck ist sie sogar bereit, das Leben ihrer Ziehtochter bei der Extraktion aufs Spiel zu setzen. Mithilfe der extrahierten Bestia und der von Kuja geschaffenen Schwarzen Magier schafft sie es, Burmecia, Lindblum (durch Athmos) und Cleyra (durch Odin) zu zerstören. Bei einem Angriff auf Kuja beim Baum Iifar nutzt sie Bahamut, welchen Kuja jedoch mithilfe des Luftschiffes „Invincible“ selbst unter Kontrolle bringt und der stattdessen Brane angreift. Dem Tode nah besinnt sich Brane in Anwesenheit von Garnet, dass sie damit einen Fehler machte und sich die alte, glückliche Zeit zurückwünscht.

#### Kuja
Kuja ist der Hauptgegner des Spiels. Anfangs tritt er nur als Komplize Königin Branes auf, schnell wird jedoch deutlich, dass er wesentlich größere Pläne verfolgt.
Kuja entspricht von seiner Erscheinung einem Bishōnen, einem bildschönen, androgyn angehauchten jungen oder zumindest jung aussehenden Mann. Aufgrund seiner ausgeprägt androgynen bzw. bereits effiminierten Erscheinung neigten einige Spieler dazu, Kuja entweder für eine Frau zu halten oder über seine sexuelle Orientierung zu mutmaßen. Obwohl die Sexualität Kujas (oder eines anderen Charakters) im Spiel nicht thematisiert wird, kann davon ausgegangen werden, dass Kuja einzig sich selbst zugetan ist und an anderen Personen kein Interesse hegt bzw. mit Verachtung auf diese hinabschaut.
In seinem Auftreten beweist Kuja einen trockenen, zynischen Humor, durch den der Anschein erweckt wird, dass er alle Bemühungen der Heldenparty, seine Pläne zu vereiteln, eher gelangweilt hinnimmt und ihnen keine größere Bedeutung beimisst.
Allgemein schien Kuja von vielen Fans der Serie nicht so gut aufgenommen worden zu sein wie vorherige Bösewichte der Serie. Vor allem im Vergleich zu Sephiroth, dem Hauptgegner aus Final Fantasy VII, überzeugte Kuja viele Fans nicht. Höchstwahrscheinlich dürfte ein Grund hierfür sein, dass viele Fans befanden, dass Sephiroth sehr viel geheimnisvoller bleibt, wohingegen man im Vergleich eine wahre Fülle an Informationen über Kuja erhält, die seine Erscheinung unter Umständen entmystifiziert. Auf der anderen Seite bewertete ein kleinerer Teil der Fans gerade diese nähere Beleuchtung des Charakters Kujas als positiv und fand durchaus Gefallen an seiner dandyhaften, verspielten und manierierten Art.

#### Garlant
Garlant ist der Drahtzieher hinter den Geschehnissen und tritt als sehr alter Mann in Erscheinung. Er ist der letzte Überlebende eines unbekannten Volkes, das auf Terra lebte und dort deren Seelen verwaltet. Um sein Volk wieder auferstehen zu lassen, schuf er aus seiner DNA die Genome, die als Hüllen für die Seelen der verstorbenen Einwohner dienen sollten. Da der Prozess der Erweckung jedoch sehr viel Energie benötigt, die nur ein ganzer Planet aufbringen kann, wählte er Gaja für diesen Zweck. Mittels einer Fusion soll diese Energie genutzt werden.
Zu diesem Zweck pflanzte er in Gaja den Baum Iifar, einen riesigen Baum auf dem Äußeren Kontinent, dessen Wurzeln sich über den gesamten Planeten erstrecken, und schuf den Seelenfänger, welcher die Seele des Planeten reinigen und Gaja auf die Fusion vorbereiten sollte, indem er den Lebensstrom stört und die Seelen nicht wiedergeboren werden können. Als Produkt des Seelenfangs entsteht der giftige Nebel, aus dem die Nebelkreaturen entstehen.
Um außerdem Platz für sein eigenes Volk zu schaffen, schuf Garlant einen Genom und stattete ihn mit einer Seele aus. Dieser Genom war Kuja und sollte als Todbringer ausgeschickt werden. Nachdem dieser sich gegen ihn wandte, schuf er Zidane, welcher aber von Kuja entführt wurde und so ebenfalls nicht seiner Bestimmung nachkam. Als dritter Genom wurde Mikoto geschaffen, welcher aber noch nicht in Aktion getreten ist.
Sobald der Spieler Terra erreicht, wird Zidane über seine Herkunft und seine Bestimmung aufgeklärt, bis Zidane bewusstlos wird. Nachdem die Gruppe im Pandemonium den Silberdrachen besiegt, tritt der Spieler auch gegen Garlant an und besiegt diesen, tötet ihn aber nicht, was schließlich Kuja im Trance-Zustand erledigt. Am Ort der Erinnerung kann Zidane Garlants Stimme hören, welche aber nur eine Erinnerung an diesen ist. Er bittet die Gruppe Kuja zu töten, bevor dieser den Kristall zerstören kann und somit jedes Sein und jede Erinnerung auslöschen kann.

#### Cid Fabel, Großherzog von Lindblum
Der Großherzog von Lindblum wurde von seiner Frau zur Strafe für seine eheliche Untreue in eine Juckzirpe verwandelt und dient vor allem zu Beginn der Handlung als Comic Relief. Allerdings ist Cid auch ein wichtiger Charakter für das Vorankommen der Handlung, da er sich als das „Mastermind“ entpuppt, von dem unter anderem die Entführung Garnets und einige andere handlungsrelevante Momente ausgehen.
Ansonsten entspricht Cid – auch im Juckzirpengewand – seiner klassischen Rolle als Erfinder und Techniker, so ist er der Monarch des technologisch fortschrittlichsten Staates der Welt und darüber hinaus auch persönlich in maßgeblicher Weise an der Entwicklung neuer Luftschifftechnologien beteiligt, so unter anderem an der Einführung des revolutionären Dampfantriebs, der den bis dahin gebräuchlichen Nebelantrieb ersetzt – was allerdings auch notwendig ist, da der Nebel im Laufe der Handlung verschwindet und eine andere Antriebsform gefunden werden muss.

#### Hilda Fabel, Großherzogin von Lindblum
Hilda ist Cids Ehefrau und der Grund, weshalb der Großherzog dem Spieler zunächst als Juckzirpe vorgestellt wird; zur Strafe für Cids wiederholten Ehebruch hat sie ihren Mann in eine Form verwandelt, in der er garantiert keinen Ehebruch mehr betreiben kann.
Im ersten Teil der Handlung taucht Hilda nicht persönlich auf, da sie sich zu jener Zeit noch in der Rolle des Entführungsopfers Kujas wiederfinden muss. Allerdings wird sie von der Party befreit und kehrt nach Lindblum zurück.
Hilda ist schlagfertig und bezwingt im Wortgefecht selbst ihren Ehemann – was vor allem daran liegen mag, dass sie recht hat und ihr Mann ihr lediglich Ausreden und Entschuldigungen entgegenzusetzen hat. Ebenso versteht sie es, auf subtile Art Spitzen zu verteilen, wenn sie zum Beispiel vollkommen en passant und, ohne ihren Mann direkt anzusprechen, darauf hinweist, dass Kuja ein echter Gentleman sei, der bestimmt niemals seine Frau betrüge.
Trotz ihrer Spitzzüngigkeit ist die Großherzogin jedoch von gütigem Gemüt und liebt ihren Mann.
Im Epilog des Spieles erfährt der Spieler im Weiteren, dass Hilda und Cid Eiko adoptiert haben, weil ihre eigene Ehe kinderlos geblieben ist.

#### Zon & Son
Zon und Son (engl. Zorn and Thorn) sind die diabolischen Hofnarren Königin Branes. Ihr auffälligstes Merkmal ist ihr Sprachstil, bei dem sie den vorangegangenen Satz des anderen aufgreifen und außerdem jeden Satz mit „Sag ich!“ (Son) bzw. „Zag ich!“ (Zon) beenden, außer bei Fragesätzen, die mit der Formel „frag ich?“ beendet werden. In der englischen Version verdrehen sie zusätzlich die Syntax.
Im Prinzip sind die beiden weniger amüsant als vielmehr lebensgefährlich und dienen Königin Brane eher als Handlanger denn als Unterhalter. So erteilt Brane den beiden unter anderem den Auftrag, die in Prinzessin Garnet eingeschlossenen Bestia zu extrahieren. Brane verfolgt damit das Ziel, auf die Bestia als Waffen zurückgreifen zu können. Dass ihre Tochter infolge der Extraktion mit hoher Wahrscheinlichkeit sterben könnte, interessiert die Königin dabei nicht. Nachdem Brane durch die Hand Kujas gestorben ist, dienen die aus Alexandria verbannten Zon und Son nun Kuja, der einen finsteren Plan verfolgt. Im Laufe des Spiels werden die beiden auf Kujas Geheiß versuchen, auch aus Eiko die Bestia zu extrahieren, was aber durch den kleinen Mogry Mogu fehlschlägt.

#### Generälin Beatrix
Beatrix ist die Generälin von Alexandria, eine gewaltige Kämpferin und legendäre Schwertmeisterin, deren Ruf ihr auch den Spitznamen „1000 Trolle mit einem Schlag“ einbrachte. Sie ist Königin Brane treu ergeben und vernichtet unter ihrem Kommando Burmecia. Dort stellt sie sich der Party zum Kampf, besiegt sie aber spielend und entkommt. Später besorgt sie den magischen Schatzkristall aus Cleyra für Brane und besiegt die Helden erneut. Cleyra wird daraufhin gleich von Brane vernichtet. Durch diesen blutrünstigen Mord, den ausbleibenden Dank für ihre „Heldentat“ und die pure Habgier Branes kommen Beatrix erste Zweifel an der Richtigkeit ihrer Loyalität Brane und ihren Plänen gegenüber und reist mit ihr nach Alexandria zurück. Die Helden verfolgen sie, um Garnet zu retten, doch auf der Flucht stellt sich ihnen Beatrix zum dritten und letzten Kampf in den Weg. Nach einer erneuten Niederlage appelliert Zidane an ihre Aufgabe als Beschützerin der Prinzessin (sie trägt als Waffe die „Infantinwache“), worauf sich Beatrix von Brane abwendet und den Helden bei ihrer Flucht den Rücken deckt. Später, als Alexandria von Kuja angegriffen wird, verteidigen Beatrix und Steiner gemeinsam die Stadt, wobei deutlich wird, dass sie Gefühle füreinander haben. Als die Helden gegen Ende des Spiels nach Memoria reisen, unterstützt sie Beatrix mit der alexandrischen Luftflotte, indem sie die angreifenden Drachen abwehrt. Als alles vorbei ist, will sie Alexandria verlassen, wird aber von Steiner davon abgehalten und die beiden wollen in Zukunft gemeinsam Königin Garnet dienen.

#### Bark
Bark ist Gründer und Kopf der berühmt-berüchtigten Diebesbande „Tantalus“, deren Hauptquartier sich in Lindblum befindet und der auch Zidane angehört. Im Vorfeld zu Final Fantasy IX erhielt dieser vom Großherzog Cid Fabel von Lindblum den Auftrag, Prinzessin Garnet aus Alexandria zu entführen, um sie dem bösen Einfluss ihrer Mutter, Königin Brane, zu entziehen. Dazu inszeniert Bark mittels der Prima Vista und seiner Diebesbande das Theaterstück im Schloss Alexandrias, damit Zidane und Blank, ein weiteres Mitglied der Bande, „undercover“ Garnet entführen können. Im späteren Verlauf des Spiels erfährt man, dass Bark auch der Ziehvater Zidanes war, während dieser in seiner Kindheit verzweifelt nach seiner richtigen Heimat suchte.

#### Professor Toto
Professor Toto ist Garnets ehemaliger Privatlehrer. Für seinen Lebensabend zog sich der alte Herr nach Treno zurück, wo er unter anderem astronomischen Forschungen nachgeht.
Ähnlich wie Bugenhagen im siebten Teil der Serie erklärt auch Professor Toto der Party etwas über die stellaren Zusammenhänge der Welt. Er ist außerdem an der Heilung Blanks beteiligt, welcher während der Flucht aus dem Verwunschenen Wald versteinert wurde.

#### Mikoto
Mikoto ist ein Genom, der von Garlant geschaffen wurde und genau wie Kuja und Zidane von ihm eine Seele erhalten hat, um als Gajas Todesengel zu dienen, da sowohl Kuja als auch Zidane nicht nach Garlants Wünschen und Vorstellungen handelten. Mikoto ist auf Terra aufgewachsen, stellt aber nach der Ankunft des Spielers viele Fragen, um zu lernen und zu verstehen. Nachdem aber Kuja Terra zerstörte, lebt sie jetzt mit den anderen Genomen und Schwarzmagiern im Dorf der Schwarzmagier auf dem Äußeren Kontinent.

#### Puck
Puck erscheint zunächst als gewöhnlicher Straßenjunge, der sich mit Vivi anfreundet. Im Verlauf des Spiels stellt sich jedoch heraus, dass er der Thronfolger des zerstörten Burmecias ist.

## Charakterverwaltung
Vor allem im Vergleich zum achten Teil der Serie wurde die Charakterverwaltung stark vereinfacht und erlebte zudem die Wiedereinführung von Rüstungen und Accessoires, außerdem ist es wieder möglich, verbesserte Waffen direkt zu kaufen.
Die Charaktere erlernen neue Fähigkeiten (Abilities) mithilfe ihrer angelegten Rüstungen und Waffen. Jeder Waffe und jeder Rüstung sind eine bestimmte Auswahl von Abilities „implementiert“, auf die der Charakter, der entsprechende Rüstung bzw. Waffe ausgerüstet hat, zurückgreifen kann. Sobald mit einem bestimmten Ausrüstungsgegenstand eine bestimmte Menge an Ability-Points (AP) gewonnen werden, gehen die mit ihm verbundenen Fähigkeiten dauerhaft in das Repertoire des jeweiligen Charakters über, und er kann sie fortan auch verwenden, ohne den Ausrüstungsgegenstand tragen zu müssen.
Ein einzelner Gegenstand kann bei verschiedenen Charakteren in Abhängigkeit von dessen Beruf unterschiedliche Abilities eröffnen. Ebenso können auch mehrere Gegenstände dieselbe Ability beinhalten, allerdings u. U. jeweils nur für bestimmte Charaktere.
Die Abilities unterteilen sich in Hilfs- und Action-Abilities. Während eine Action-Ability dem Charakter ein neues Kampfkommando zur Verfügung stellt, zum Beispiel einen Feuer-Zauber, einen besonderen Schwertangriff, einen Schutzzauber oder eine Beschwörung, wirken Hilfs-Abilities nur passiv und verbessern zum Beispiel die Abwehr des Charakters, erhöhen die maximale Anzahl seiner Kraftpunkte oder immunisieren ihn gegen bestimmte Statusveränderungen.
Im Gegensatz zu Action-Abilities, die automatisch zugänglich werden, müssen Hilfs-Abilities mit einer bestimmten Anzahl von Kristallen aktiviert werden. Da jedem Charakter nur eine beschränkte Anzahl dieser Kristalle zur Verfügung stehen, muss der Spieler entscheiden, welche passiven Vorteile er seinen Charakteren einräumen möchte. Es ist allerdings jederzeit möglich, Kristalle auch wieder zu entfernen und umzuverteilen und so andere Hilfs-Abilities zugänglich zu machen.

## Tetra Master
Wie Final Fantasy VIII verfügt auch der neunte Teil der Serie über ein Kartenspiel, das sich diesmal „Tetra Master“ nennt. Der Erfolg beim Kartenspiel hat ebenfalls keine Auswirkung auf den Verlauf des Hauptspieles, auch wenn der Handlungsfortschritt an einer Stelle die Teilnahme an einem Tetra-Master-Turnier verlangt (das allerdings nicht erfolgreich abgeschlossen werden muss). Im Vergleich zu Final Fantasy VIII bringt das Kartenspiel dauerhaft keine Vorteile wie z. B. Gegenstände oder Geld ein.
Tetra-Master wurde nach der Veröffentlichung von Final Fantasy IX als eigenständiges Online-Spiel über das Square-Enix-Onlineportal Playonline verfügbar und sogar als echtes Kartenspiel umgesetzt.

## Musik
Der Soundtrack des Spieles wurde erneut von Nobuo Uematsu komponiert. Im Vergleich zu Final Fantasy VIII ist die Auswahl an vertretenen Musikstilen weniger breit gefächert und bietet vorwiegend Stücke mit klassischer Orchestrierung. Elektronische Lieder sind weniger vertreten, was vor allem auf das mittelalterlich orientierte Szenario zurückzuführen ist.
Trotz der geringeren stilistischen Vielfalt ist die Auswahl an Stücken recht umfangreich, umfangreich genug, um seine Veröffentlichung auf einem vier CDs umfassenden Soundtrackalbum sowie einem als „Soundtrack Plus“ betitelten Ergänzungsalbum zu rechtfertigen.
Neben den klassischen Final-Fantasy-Musikstücken, die in ihren diversen Abwandlungen in jedem Spiel vorkommen, so zum Beispiel das Chocobo-Thema, die Siegesfanfare und das Präludium, enthält der Soundtrack ungewöhnlicherweise auch einige Variationen von Stücken, die lediglich in einzelnen Teilen der Serie vorkamen. So finden sich unter anderem eine Abwandlung des Vulkan-Themas aus dem ersten Teil und der Pandämonium-Musik aus dem zweiten Teil, eine Variation des Empfangsmarsches, der in Final Fantasy VII für Rufus Shinra gespielt wird sowie eine Variation auf das Präludium.
Final Fantasy IX bietet mit „Melodies of Life“ als zweites Spiel in der Serie ein vollorchestriertes Titelthema mit Gesang. Interpretin des Stückes ist sowohl in der japanischen als auch in der englischen Sprachfassung die japanische Sängerin Emiko Shiratori (白鳥 英美子 Shiratori Emiko), welche zuvor unter anderem auf den Eröffnungsfeierlichkeiten der Olympischen Winterspiele 1972 in Sapporo und 1998 in Nagano gesungen hat.
Wie auch bei „Eyes on me“ aus Final Fantasy VIII handelt es sich bei „Melodies of Life“ um eine Ballade.

## Lokalisierung
Die deutsche Lokalisierung des Spieles wurde wesentlich sorgfältiger vorgenommen und enthält keine so groben Übersetzungsfehler, wie sie vor allem im siebten Teil der Serie vorhanden waren. Der Übersetzer Josef Shanel, ebenfalls bekannt für seine Übersetzungsarbeiten von The Legend of Zelda, war bemüht, jeder Figur im Spiel einen individuellen Charakter zu verleihen, wozu er unter anderem einzelnen von ihnen Dialekte gab, so spricht ein Mitglied der Diebestruppe Zidanes in einem breiten bayrischen Dialekt und beschließt fast jeden seiner Sätze mit dem Ausruf „zefix!“. Interessanterweise bedachte Shanel auch, dass es sich bei diesem Charakter um einen Schauspieler handelt, der auf der Bühne bzw. in seiner Rolle dialektfrei spricht, weshalb sein Text in den entsprechenden Szenen auch ohne mundartliche Färbung dargestellt wird.
Rätselhaft bleibt indes, wieso bestimmte Umbenennungen von Charakteren und Orten vorgenommen wurden, so wurde Garnets Spitzname bzw. ihr Deckname, der im japanischen Original „ダガー“ (englisch: dagger, deutsch: Dolch) lautet, in der deutschen Version zu „Lili“ (Liliendolch). Ebenso wurde der Nachname des Schwarzmagiers Vivi von „Ornitier“ zu „Orunitia“ gewechselt. Allerdings ist „Orunitia“ eine durchaus mögliche Transkription aus dem Japanischen. Josef Shanel brachte sich selbst als Figur ins Spiel ein, nämlich sowohl als Soldat Shanel, der unter Adelbert Steiner bei der Pluto-Truppe Alexandrias dient, als auch als die Nebenfigur Großvadder Josef, dem man im Laufe des Spiels verschiedene Kaffeesorten bringen muss, welche real existierende parodieren.

## Rezeption
In Japan konnten von Final Fantasy IX bis Ende 2000 über 2,65 Millionen Exemplare verkauft werden und es war damit das am zweithäufigsten verkaufte Videospiel des Jahres. Obwohl der Titel sowohl in Japan als auch Nordamerika einen Verkaufserfolg darstellte, reichten die Absatzzahlen nicht an die vorherigen Teile Final Fantasy VII oder VIII heran. Im August 2001 erhielt das Spiel die „Gold“-Auszeichnung vom Verband der Unterhaltungssoftware Deutschland für mindestens 100.000 abgesetzte Einheiten in Deutschland, Österreich und der Schweiz. Bis 2016 konnten von der Originalfassung für die PlayStation über 5,5 Millionen Stück verkauft werden.
Final Fantasy IX wurde größtenteils positiv bewertet, insbesondere die ursprüngliche Veröffentlichung für die PlayStation. Bei Metacritic kommt diese Spielversion aktuell auf eine Bewertung von 94 aus 100, basierend auf 22 Kritiken. Die Portierungen für PC und PlayStation 4 erreichen lediglich einen Wert von 84 beziehungsweise 85. Aufbauend auf 42 Rezensionen erhielt Final Fantasy IX bei GameRankings eine durchschnittliche Bewertung von 93 % und belegte damit auf der Plattform den zweiten Platz der am besten bewerteten PlayStation-Spiele im Jahr 2000.
Das deutsche Videospielmagazin 4Players sprach eine klare Kaufempfehlung für den Titel aus. Für Neulinge des Genres sei das „Anime-Rollenspiel“ ein idealer Einstieg, für Fans des Entwicklers sei der Kauf „so und so ein Muss“. Trotz altbekannter Zutaten liefere Square einen herausragenden Vertreter seiner Art mit ihrem letzten Spiel für die PlayStation.